# Pathfinder: Kingmaker
Pathfinder: Kingmaker (с англ. — «Следопыт: Творец королей») — компьютерная ролевая игра, разработанная российской студией Owlcat Games и изданная компанией Deep Silver. Действие Pathfinder: Kingmaker разворачивается во вселенной настольной ролевой игры Pathfinder. Релиз игры на Microsoft Windows, macOS и Linux состоялся 25 сентября 2018 года, тогда как версии для консолей PlayStation 4 и Xbox One были выпущены 18 августа 2020 года.

## Разработка
17 мая 2017 года российская студия Owlcat Games объявила о разработке ролевой игры во вселенной Pathfinder под названием Pathfinder: Kingmaker. Одним из сценаристов игры стал Крис Авеллон. В июне 2017 года разработчики запустили краудфандинговую кампанию на сайте Kickstarter для привлечения дополнительных средств для расширения игры. В течение месяца проекту удалось собрать 909 057 долларов США благодаря помощи свыше 18 тысяч участников. Выход игры на Microsoft Windows, macOS и Linux состоялся 25 сентября 2018 года. Версии Kingmaker для PlayStation 4 и Xbox One были выпущены 18 августа 2020 года.

## Отзывы критиков
| Сводный рейтинг | Сводный рейтинг |
| Агрегатор       | Оценка          |
| --------------- | --------------- |
| GameRankings    | 73,59 %         |

Игра Pathfinder: Kingmaker получила смешанные отзывы от критиков. На сайте Metacritic средний балл игры составляет 73/100 на основе 33 обзоров.

## Сиквел
4 декабря 2019 года стало известно, что Owlcat Games планирует сиквел под названием Pathfinder: Wrath of the Righteous. Кампания на Kickstarter по сбору дополнительных средств на разработку игры стартовала 4 февраля 2020 года. Первоначальный релиз игры был запланирован на июнь 2021 года, однако позднее разработчики перенесли дату выхода на 2 сентября 2021 года.